# Seoul Challenger Tennis 1995
Il Seoul Challenger Tennis 1995, noto anche come Daewoo Challenger Tennis per motivi di sponsorizzazione, è stato un torneo di tennis facente parte della categoria ATP Challenger Series nell'ambito dell'ATP Challenger Series 1995. Il torneo si è giocato a Seul in Corea del Sud dal 23 al 29 ottobre 1995 su campi in terra rossa.

## Vincitori

### Singolare
Tim Henman ha battuto in finale  Vincenzo Santopadre con il punteggio di 6–2, 4–6, 6–4

### Doppio
Tim Henman /  Andrew Richardson hanno battuto in finale  Filippo Messori /  Vincenzo Santopadre con il punteggio di 6–2, 6–1